# Derobroscus politus
Derobroscus politus är en skalbaggsart som beskrevs av Sharp 1903. Derobroscus politus ingår i släktet Derobroscus och familjen jordlöpare. Inga underarter finns listade i Catalogue of Life.